# Quartz (Band)
Quartz ist eine englische New-Wave-of British-Heavy-Metal- und Hard-Rock-Band aus Birmingham, die 1974 unter dem Namen Bandylegs gegründet wurde, sich 1983 auflöste und seit 2011 wieder aktiv ist.

## Geschichte
Die Band wurde im Jahr 1974 unter dem Namen Bandylegs gegründet und bestand aus dem Bassisten Derek Arnold, dem Schlagzeuger Malcolm Cope und dem Gitarristen Mick Hopkins, die bereits zuvor in der Band Copperfield aktiv gewesen waren, sowie dem Sänger Mick „Taffy“ Taylor. Es folgten die Veröffentlichungen mehrerer Singles bei verschiedenen Labels, unter anderem auch die Single Bet You Can’t Dance im Jahr 1976 bei Jet Records. Durch das Label war es der Band möglich, eine Tournee mit Widowmaker, die ebenfalls bei Jet Records unter Vertrag stand, abzuhalten, ehe Auftritte mit AC/DC in Europa anstanden. 1976 war die Band auf dem Reading Festival zu sehen. Anfang 1977 folgten Konzerte mit Black Sabbath in Großbritannien. Hierbei sah die Gruppe, dass Black Sabbath durch ihr aggressiveres Image mehr Aufmerksamkeit erreichen konnte, wodurch sie sich auch um einen Imagewandel bemühte. Zudem holte man sich mit dem Gitarristen und Keyboarder Geoff Nicholls ein weiteres Mitglied in die Besetzung. Auch schrieb die Gruppe an neuem Material in einem anderen Stil, während sie sich in Quartz umbenannte. Durch die Tour mit Black Sabbath konnte die Band Albert Chapman als Tourmanager und Tony Iommi als Fan für sich gewinnen.
Daraufhin wurde unter der Leitung von Iommi das selbstbetitelte Debütalbum aufgenommen, das 1977 bei Jet Records erschien. Zur selben Zeit war die Veröffentlichung einer EP namens Sugar Rain, die neben dem Titellied die beiden Songs Hustler und Little Old Lady enthält, geplant. Jedoch wurde die Veröffentlichung gestrichen, weshalb nur Demo-Kopien hiervon in Umlauf sind. Stattdessen erschien die Single Street Fighting Lady mit dem Song Mainline Riders als B-Seite. Die Verkaufszahlen der Single stellten Jet Records jedoch nicht zufrieden und auch ein erneuter Auftritt auf dem 1977er Reading Festival als Ersatz für Widowmaker konnte die Popularität kaum steigern. Es folgten viele kleinere Auftritte sowie 1978 ein paar Auftritte im TV. Zu dieser Zeit trennten sich Quartz und Jet Records voneinander, zudem gelangte die Band schwerer an Auftritte. In der zweiten Hälfte des Jahres 1979 wurde die Band mit dem Aufkommen der New Wave of British Heavy Metal wieder aktiver, wobei Geoff Nicholls die Besetzung mittlerweile verlassen hatte, um Black Sabbath musikalisch zu unterstützen. Nun wieder als Quartett, unterzeichnete die Band einen Plattenvertrag bei Reddingtons Rare Records, worüber die Single Nantucket Sleighride (1980) mit Wildfire als B-Seite und das 1980er Live-Album Live Quartz erschienen. Letzteres war in einem lokalen Club aufgenommen worden. Die A-Seite der Single ist eine Coverversion des Mountain-Liedes. Auf der Single half Alan Long als Keyboarder aus. Das Live-Album wurde im selben Jahr über Logo Records wiederveröffentlicht, wodurch es einen besseren Vertrieb erfuhr. Bei demselben Label erschien ebenfalls 1980 die EP Satan’s Serenade, die neben dem Titellied die Songs Bloody Fool und eine neu abgemischte Version von Roll Over Beethoven von ihrem Live-Album enthält. Zur Zeit der Veröffentlichung hielt die Band eine Tournee mit Rush ab, wobei die Band mit dieser EP erstmals solide Verkaufszahlen erzielen konnte. 1980 nahm die Band mit ihrem Lied Back in the Band an dem EMI-Sampler Muthas Pride teil, ehe die Gruppe einen Plattenvertrag bei MCA unterzeichnete. Während dieser Zeit brachte Jet Records unter dem Titel Deleted das ursprünglich selbstbetitelte Debütalbum neu heraus und auch die Single Street Fighting Lady wurde wiederveröffentlicht. Auch verwendete das Label die drei Songs Street Fighting Lady, Devils Brew und Mainline Riders für den Sampler Metallergy.
Die erste Aktivität für MCA war der Beitrag Can't Say No to You zu dem Sampler Brute Force, ehe ein paar Monate später, ebenfalls noch im Jahr 1980, das von Derek Lawrence produzierte Album Stand Up and Fight folgte. Das Album enthält unter anderem neue Versionen der Lieder Can't Say No to You und Wildfire. Als Singles wurden im selben Jahr Stand Up and Fight und Stoking Up the Fires of Hell ausgekoppelt. Letztere enthält den Song Circles als B-Seite, bei dem Brian May als Gastgitarrist und Begleitgesang von Ozzy Osbourne zu hören ist. Um das Album zu bewerben, ging es mit Gillan im Herbst des Jahres auf eine nationale Tour. 1980 war die Band auch zum dritten Mal auf dem Reading Festival vertreten. Die Verkaufszahlen des Albums begannen langsam anzuziehen, ehe Anfang 1981 Auftritte zusammen mit Saga folgten. In der Folgezeit entschied MCA sich, von den Bands Fist, White Spirit und eben auch Quartz zu trennen, um sich verstärkt auf die NWoBHM-Bands Diamond Head und Tygers of Pan Tang konzentrieren zu können. Bis 1982 suchte die Gruppe nach einem neuen Label, ehe die Gründungsmitglieder Derek Arnold (Bass) und Mick „Taffy“ Taylor (Gesang) die Besetzung verließen. Als Ersatz stießen der Bassist Steve McLoughlin und der Sänger Geoff Bate gegen Ende des Jahres hinzu. Nachdem die Gruppe einen Plattenvertrag bei Heavy Metal Records unterzeichnet hatte, begannen Anfang 1983 die Arbeiten zum nächsten Album. Hierfür kam Geoff Nicholls kurzzeitig wieder zur Band zurück, verließ sie jedoch wieder nach den Aufnahmen, um sich weiterhin Black Sabbath zu widmen. Das von Robin George produzierte Album erschien im selben Jahr unter dem Namen Against All Odds. Es war teilweise mit dem Sänger David Garner geschrieben worden, der Gesang stammt jedoch von Geoff Bates. Die Verkaufszahlen blieben jedoch enttäuschend. Im selben Jahr erschien die Single Tell Me Why mit dem Song Street Walker als B-Seite. Noch im selben Jahr löste sich die Band auf. Ebenfalls  im Jahr 1983 half Malcolm Cope bei der Vorproduktion zum Black-Sabbath-Album Born Again aus. Geoff Nicholls steuerte 2001 zwei seiner Kompositionen, Facing Hell und Black Illusion, zum Ozzy-Osbourne-Album Down to Earth bei.
1996 erschien über Neat Metal Records die Kompilation Resurrection, die aus dem Live-Album Live Quartz, Aufnahmen von einem Auftritt im Hammersmith Odeon und weiteren, teilweise recht seltenen Aufnahmen besteht. 2004 wurde mit Satan's Serenade – The Quartz Anthology eine weitere Kompilation veröffentlicht, die einige bisher unveröffentlichte Demoaufnahmen sowie Live-Mitschnitte enthält. Im selben Jahr brachte Majestic Rock Records das Album Stand Up and Fight mit Circles als Bonuslied neu heraus.
1994 coverte Sabbat Satan's Serenade für die Kompilation Black up Your Soul… und 2011 fügte Roxxcalibur ihre Version des Liedes zu ihrem Album Lords of NWOBHM bei. Außerdem nahm Orodruin ein Cover von Stand Up and Fight für ihre 2004er Kompilation Claw Tower …and Other Tales of Terror auf.
2011 fand sich die Band wieder zusammen und spielte ihre ersten Auftritt am 16. Dezember des Jahres in The Asylum bei einem Krebshilfe-Konzert in Birmingham. Die Besetzung bestand hierbei aus Nicholls, Hopkins, Arnold, Cope und Garner. Da das Konzert recht erfolgreich war, begann man mit dem Schreiben von neuem Material und gab weitere Konzerte unter anderem in Deutschland und Schweden. 2013 war die Band auf dem Keep It True zu sehen. Im selben Jahr erschien in Eigenveröffentlichung das Live-Album Back in the Band – Live and Revisited, dem nach der Kompilation Too Hot to Handle über Skol Records das 2016er Studioalbum Fear No Evil bei High Roller Records folgte. Am 27. September 2016 verstarb der ehemalige Sänger Mike Taylor. Am 28. Januar des folgenden Jahres erlag der ehemalige Gitarrist und Keyboarder Geoff Nicholls im Alter von 68 Jahren einem Lungenkrebs-Leiden. In ihrer Karriere spielte die Band auch unter anderem zusammen mit Iron Maiden, Saxon und UFO.

## Stil
Malc Macmillan schrieb in The N.W.O.B.H.M. Encyclopedia, dass die Band unter dem Namen Bandylegs uninspirierten Hard Rock spielte. Auf dem Debütalbum seien nur gelegentliche Heavy-Metal-Momente in Form von Black-Sabbath-Riffs enthalten; ansonsten ähnele das Material sehr stark dem von Bandylegs. Insgesamt gebe es Proto-NWoBHM im Stil von Ethel the Frog, Nightwing und Rage. Mit Satan’s Serenade habe sich die Band der typischeren Musik der NWoBHM angenähert, da die Songs nun schwerere Upbeat-Stücke seien. Stand Up and Fight biete schlüpfrige, mittelschnelle, NWoBHM-typische Musik im Stil von More oder Fist, sodass sich die Band zum Großteil von ihren traditionellen Wurzeln entfernt habe. Man verzichte auf weitschweifende Gitarrenpassagen und setze stattdessen mehr auf Eingängigkeit. Against All Odds sei ein Versuch in kommerziellere Bereiche vorzudringen. Das Album unterscheide sich stark von seinem Vorgänger, wobei viele Songs schon fast wie nicht benutztes Material der Gruppe Grand Prix klängen.
Laut The International Encyclopedia of Hard Rock and Heavy Metal spielt die Band einfachen Hard Rock, wobei man Black-Sabbath-Einflüsse heraushören könne. Jedoch habe Quartz eine weniger bedrohliche Stimme und man konzentriere sich stärker auf die Melodien der Lieder. Manfred Kerschke schrieb in NWoBHM New Wave of British Heavy Metal The glory Days, dass auf dem selbstbetitelten Debütalbum Hard Rock enthalten ist, der "[s]chleppend, manchmal etwas heftiger aber nie den Midtempo-Bereich verlassend" sei. Against All Odds biete eine "Verbindung aus altem Stil und keyboardlastigem Kommerzrock". Bradley Torreano von Allmusic stellte fest, dass das Debütalbum der Band wichtig für die aufkommende Szene der NWoBHM war. Neben Diamond Head und Def Leppard sei Quartz eine der ersten Gruppen gewesen, die den Heavy Metal beschleunigt hätten.
In seiner Rezension zum Debütalbum merkte Martin Popoff in The Collector’s Guide of Heavy Metal Volume 1: The Seventies an, dass die Band hierauf mit den besten Metal der NWoBHM spielt. Die Gruppe biete eine besondere Mischung aus britischem Rock-Stil und rangiere dabei von Black Sabbath zu The Sweet, über Supertramp, Uriah Heep und Nightwing. Das Lied Mainline Riders lasse Einflüsse aus dem Doom Metal, vor allem durch die Produktion Iommis, durchscheinen und könne zwischen Black Sabbath und Angel Witch eingeordnet werden. Bei vielen Songs handele es sich um akustive Stücke, die durch viele Gesangs- und Gitarren-Harmonien angereichert worden seien. Im zweiten Band seiner Buchreihe gab Popoff an, dass Live Quartz und die drei ersten Studioalben sich allesamt komplett voneinander unterscheiden. Auf dem Live-Album klinge die Gruppe gelegentlich wie eine Mischung aus Black Sabbath und The Sweet, was vor allem an Taylors ausdrucksstarkem Gesang liege. Satan’s Serenade enthalte groove-lastigen Metal, der sich wie eine Mischung aus Black Sabbath und Stand Up and Fight anhöre. Letzteres Album seines der besten der NWoBHM und könne sich mit den Veröffentlichungen von Iron Maiden, Def Leppard und Tygers of Pan Tang messen. Die Songs würden schlagzeugbasierte Grooves, intelligente Riffs, ein gutes Spiel am Bass und „verwegenen“ Gesang enthalten. Auch fühlte er sich an Mercyful Fate und Black Sabbath erinnert. Am ehesten sei das Album mit Blood & Thunder von More oder dem selbstbetitelten Album von Angel Witch vergleichbar. Against All Odds wohne ein giftigerer Klang inne und hätte eine schlechtere Produktion erfahren. Es sei mit Alben von Oz, Witchfynde und Witchfinder General vergleichbar, wobei man sich nicht so sehr auf den Black Metal konzentriere, sondern eher auf einen deprimierenden Klang. Auch seien wieder Black-Sabbath-Einflüsse vernehmbar. Vereinzelt setze man melodische Gothic-Pasagen ein.
Matthias Mader umriss im Iron Pages den Stil der Deleted betitelten Wiederveröffentlichung des Debütalbums mit der Formulierung, es handele sich um „boogielastigen pre-NWOBHM-Hardrock“. Im Rock Hard schrieb er in seiner Rezension zu Fear No Evil, dass das Album das viel zu poppig geratene Against All Odds wiedergutmache. Vielmehr schließe man an die Frühwerke an, ohne dabei jedoch altbacken oder anachronistisch zu klingen. Der Tonträger sei somit „das beste Beispiel für die Zeitlosigkeit guten NWOBHM-Songwritings“.

## Diskografie
als Bandylegs
- 1974: Ride Ride (Single, WWA Records)
- 1975: Silver Screen Queen (Single, Pye Records)
- 1976: Bet You Can’t Dance (Single Jet Records)

als Quartz
- 1977: Quartz (Album, Jet Records)
- 1977: Sugar Rain (EP, Jet Records)
- 1977: Street Fighting Lady (Single, Jet Records)
- 1980: Deleted (Wiederveröffentlichung des Albums Quartz, Jet Records)
- 1980: Live Quartz (Album, Reddingtons Rare Records)
- 1980: Nantucket Sleighride (Single, Reddingtons Rare Records)
- 1980: Live (Single, Logo Records)
- 1980: Satan’s Serenade (EP, Logo Records)
- 1980: Stand Up and Fight (Album, MCA)
- 1980: Stand Up and Fight (Single, MCA)
- 1980: Stoking Up the Fires of Hell (Single, MCA)
- 1983: Against All Odds (Album, Heavy Metal Records)
- 1983: Tell Me Why (Single, Heavy Metal Records)
- 1996: Resurrection (Kompilation, Neat Metal Records)
- 2004: Satan's Serenade – The Quartz Anthology (Kompilation, Castle Communications Records)
- 2013: Live and Revisited (Live-Album, Eigenveröffentlichung)
- 2015: Too Hot to Handle (Kompilation, Skol Records)
- 2016: Fear No Evil (Album, High Roller Records)